# Минар, Шарль Жозеф
Шарль Жозеф Минар (27 марта 1781, Дижон — 24 октября 1870, Бордо) — французский инженер, автор проектов портов и каналов, преподаватель, топограф, пионер в области графических методов анализа и представления информации в области инженерных наук и статистики, автор ряда карт исторической, экономической и прочей тематики, в том числе картографической визуализации вторжения Наполеона Бонапарта в Россию.

## Биография
Родился в Дижоне. В 4-летнем возрасте обучился чтению и письму у своего отца. В 15-летнем возрасте поступил учиться в Политехническую школу, в 1809 году окончил Национальную школу мостов и дорог. Руководил строительством каналов и портов, в процессе чего внедрял на практике разработанные им же новые методы.
В 1830 году получил должность инспектора при Политехнической школе, где сначала преподавал строительство внутренних водных путей и железных дорог (1832—1842), а затем ещё и гидротехническое морское строительство (1836—1842).
В 1831 году предложил создать при школе кафедру политической экономии. Его научный труд об общественных работах «Notions élémentaires d'économie politique appliquée aux travaux publics» получил высокую оценку со стороны Жана Батиста Сэя. Минар также занялся разработкой графических методов анализа и представления информации, и именно эта деятельность принесла ему наибольшее признание.
В 1846 году в Политехнической школе для него была введена новая должность генерального инспектора в сфере строительства портов, железных дорог, а также политической экономии. После повышения до генерального инспектора совета Школы Минар участвовал в ряде научно-исследовательских проектов и руководил строительством железных дорог. В 1851 году вышел в отставку. Скончался в Бордо.

## Деятельность
Минар был пионером в области тематической картографии и статистической графики. Всего им было создано более 50 карт, многие из которых изображали движение потоков товаров (в том числе экспортируемых Францией вина, хлопка, угля; в частности, большой известностью пользовалась его карта маршрутов экспорта французских вин, созданная в 1864 году) и людей; в частности, в 1845 году им первым была сделана карта, показывающая железнодорожное сообщение между Дижоном и Мюлузом. В 1853—1860 годах все французские министры общественных работ пользовались картами Минара.
29 ноября 1869 года Минар опубликовал графическую визуализацию вторжения Наполеона Бонапарта в Россию в 1812 году («Carte figurative des pertes successives en hommes de l’Armée française dans la campagne de Russie en 1812—1813») — по мнению некоторых, ставшую лучшей работой подобного рода на долгое время. Карта включала в себя стрелки, иллюстрирующие перемещения войск и имеющие различную толщину, отображающую численность армии в конкретный момент. Визуализация примечательна тем, что в ней представлены в двух измерениях шесть типов данных: количество войск Наполеона; расстояние; температура; широта и долгота; направление движения; и местоположение относительно конкретных дат.
Несколько раньше, 20 ноября 1869 года, Минар опубликовал другую свою известную работу — карту, показывающую перемещение войск Ганнибала из Иберии (Испании) в Италию во время Второй Пунической войны.

## Галерея

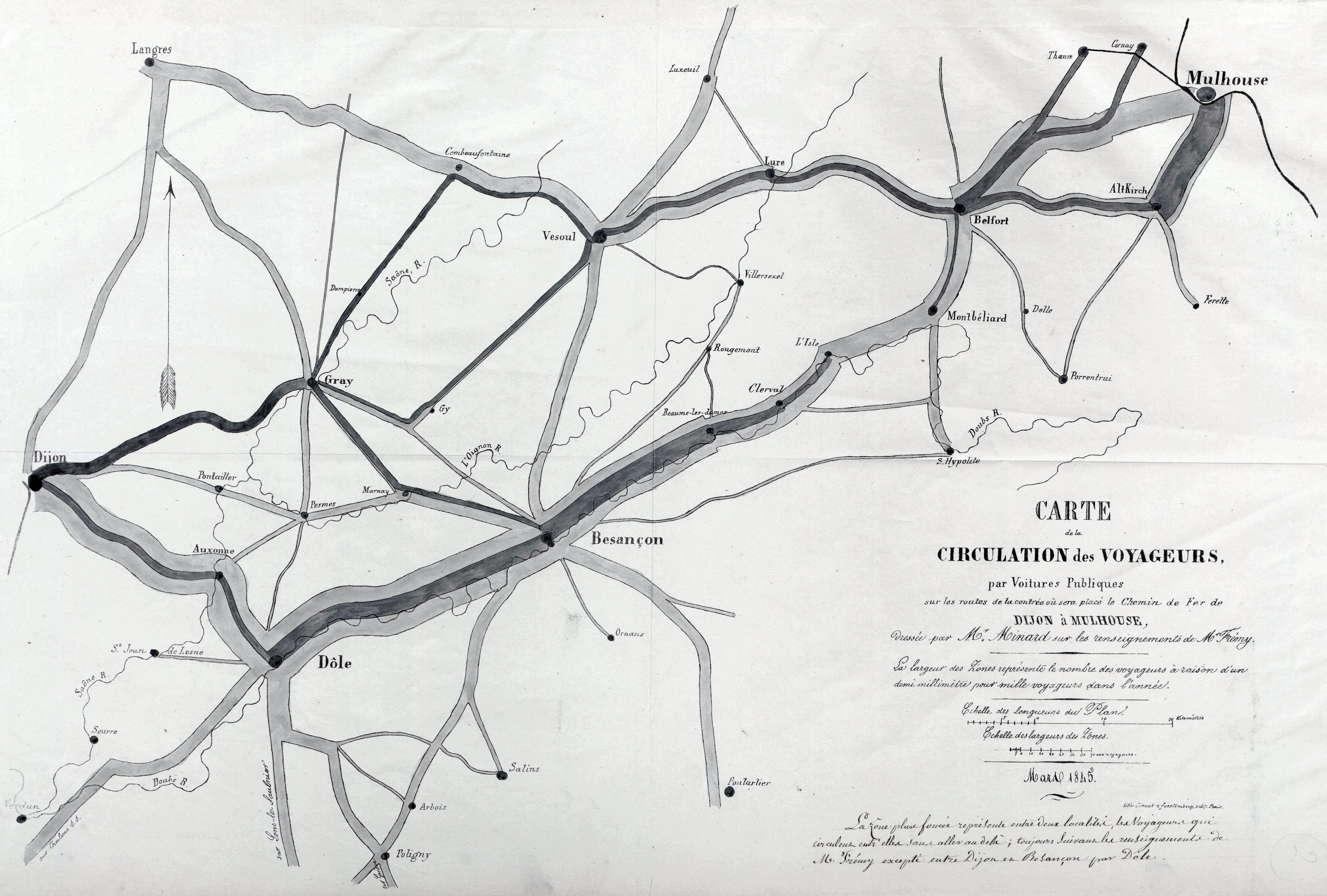
Пассажиропотоки между  Дижоном и Мюлузом, 1845
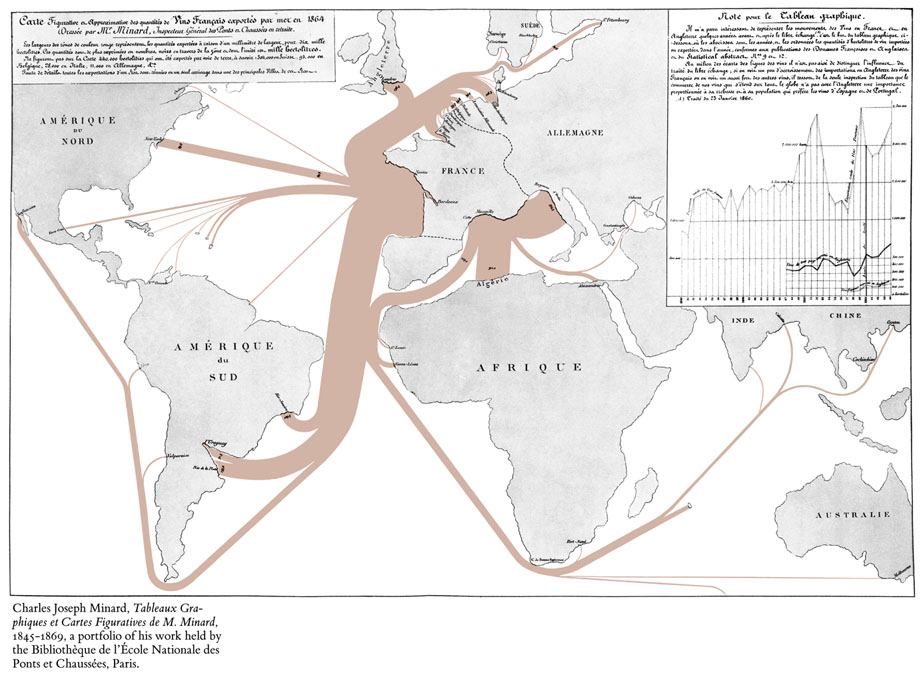
Экспорт французских вин, 1864
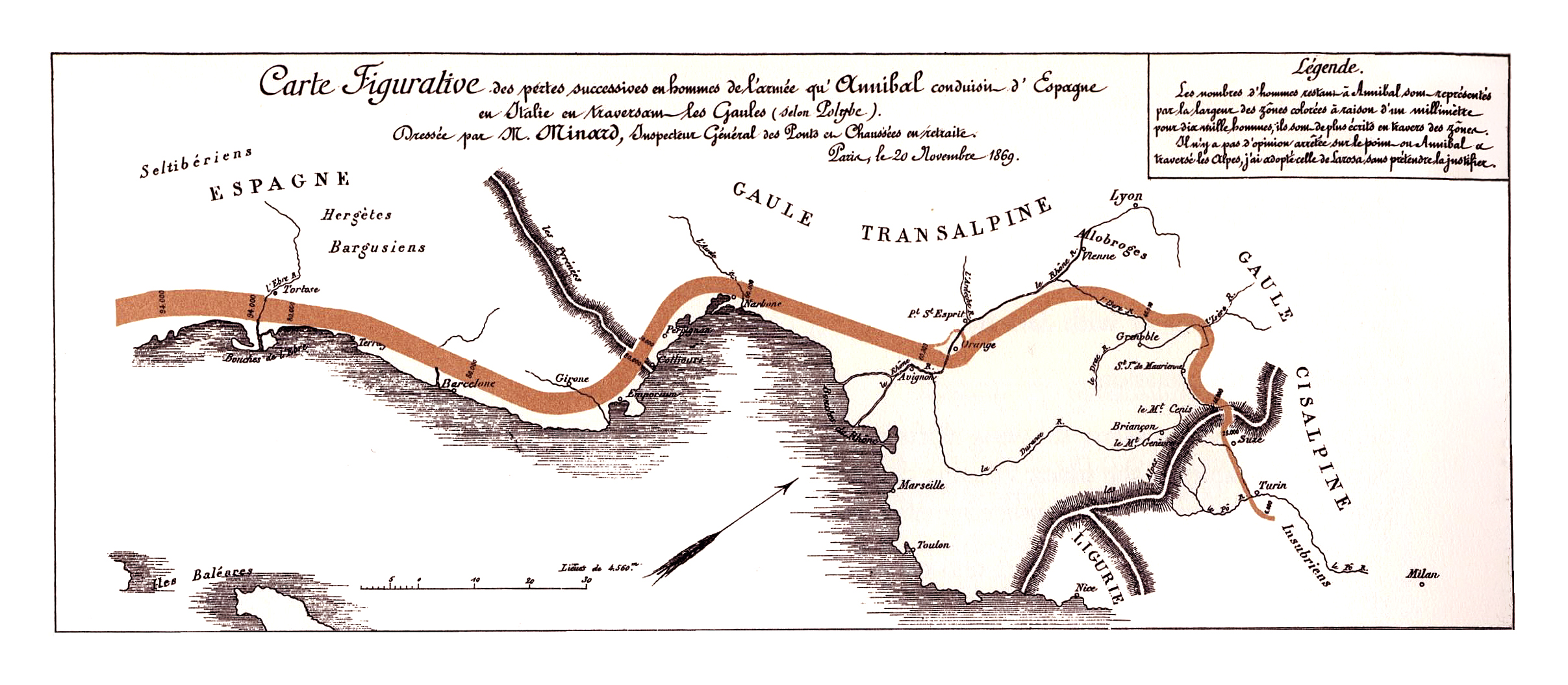
Поход Ганнибала в Италию, 1869
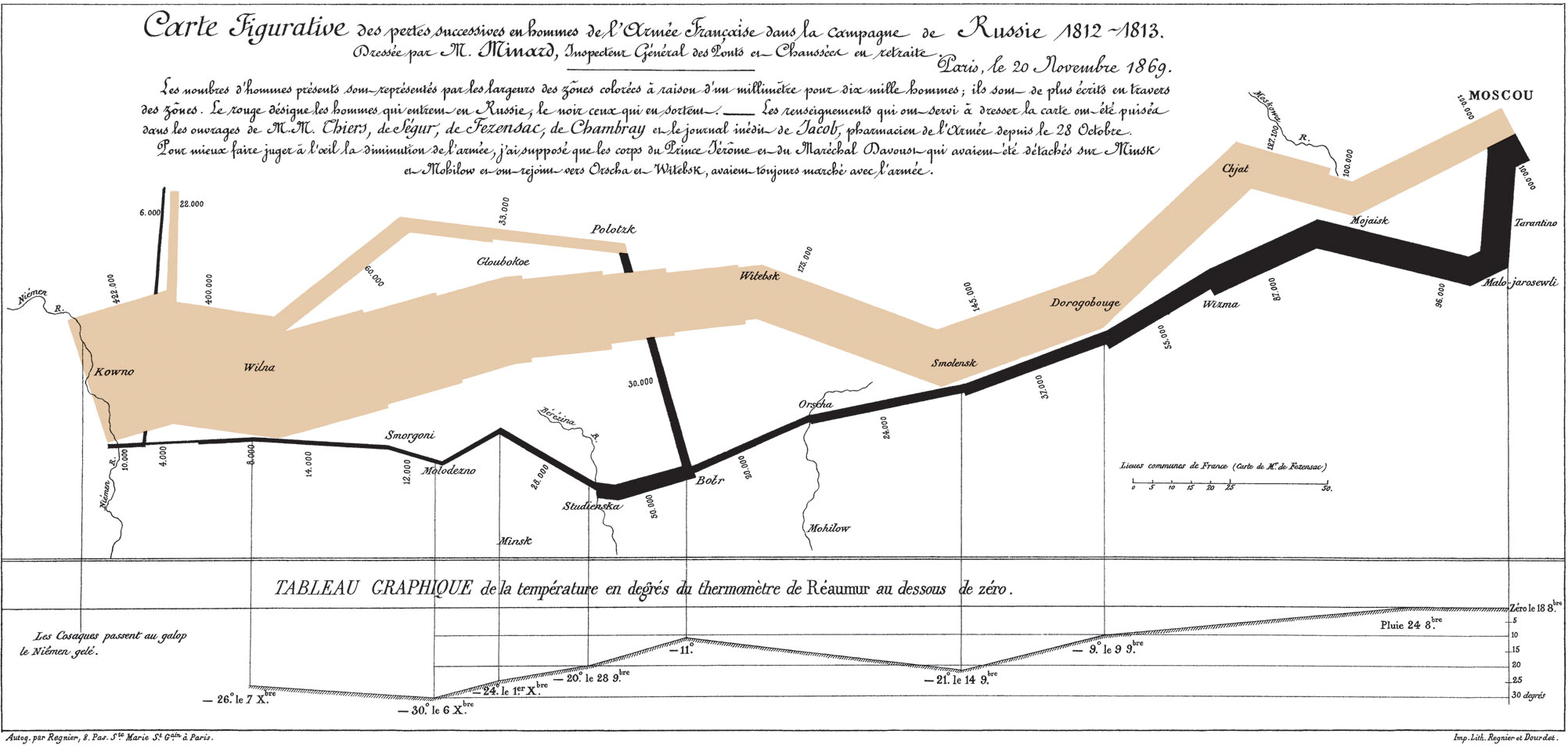
Вторжение Наполеона в Россию, 1869